# Крячок білокрилий
Крячок білокрилий (Chlidonias leucopterus) — вид птахів роду болотяних крячок підродини крячкові та родини мартинових. В Україні гніздовий, перелітний птах.

## Опис

### Морфологічні ознаки

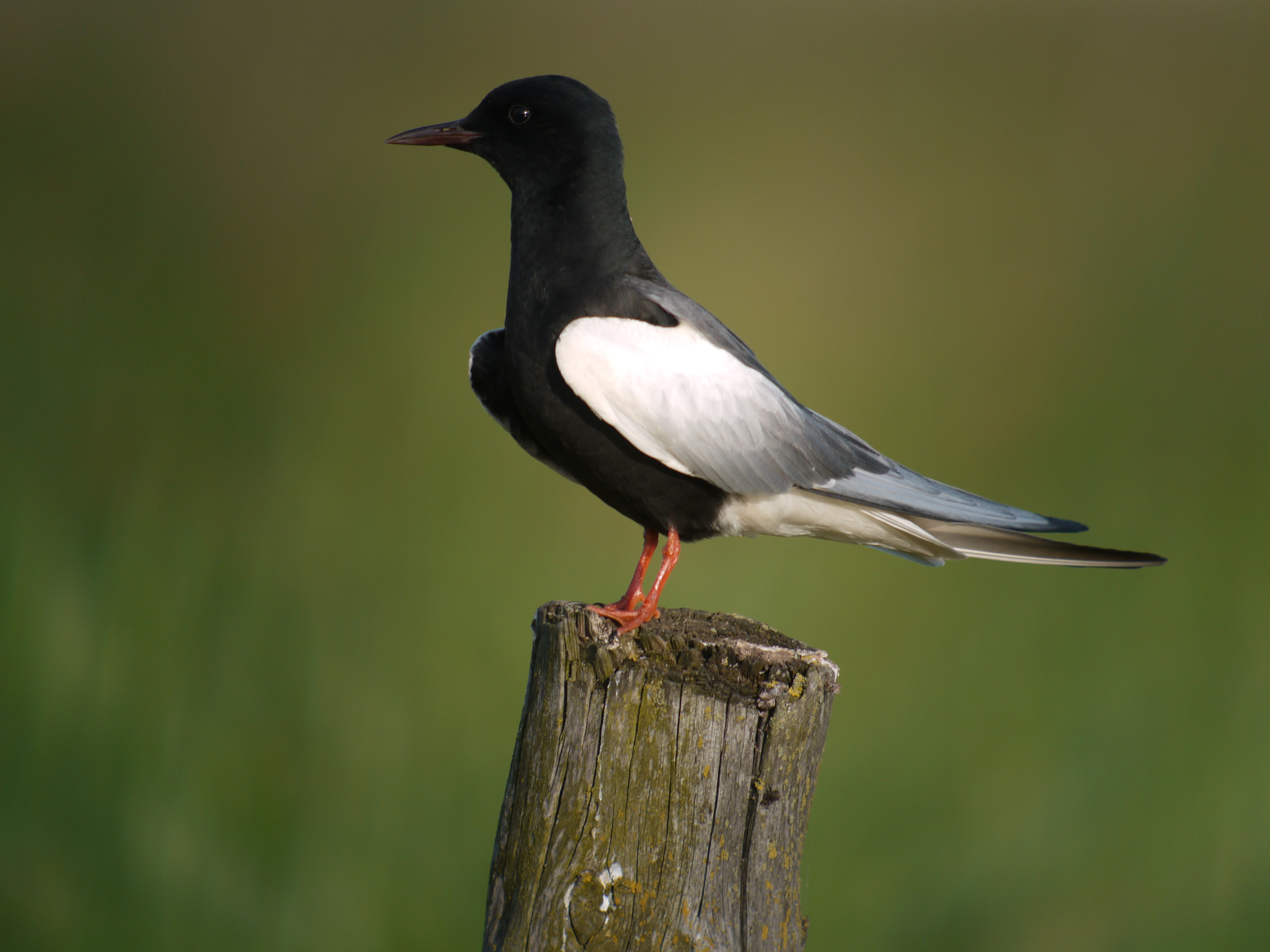
Дорослий птах у шлюбному вбранні

Маса тіла 60—70 г, довжина тіла 20—23 см, розмах крил 63—67 см. У дорослого птаха в шлюбному вбранні голова, шия, воло, груди та черево чорні; спина сірувато-чорна; надхвістя і підхвістя білі; крила зверху світло-сірі, малі покривні пера білі; покривні пера споду крил чорні; махові пера сірі; хвіст білий; дзьоб червонувато-чорний; ноги червоні; у позашлюбному вбранні лоб, шия, воло, груди, черево і спід крил білі; тім'я, потилиця і плями за очима темно-бурі; спина сіра; дзьоб чорний. Молодий птах схожий на позашлюбного дорослого, але пера спини і покривні пера крил темно-бурі, зі світлою верхівкою.
У шлюбному оперенні дорослий білокрилий крячок від дорослого чорного крячка відрізняється білими малими покривними перами верху крил і чорними покривними перами споду крил, білими надхвістям і хвостом; від дорослого білощокого крячка — цілком чорною головою; дорослий у позашлюбному оперенні та молодий від дорослого та молодого чорного крячка — відсутністю чорних плям по боках вола, від дорослого та молодого білощокого крячка відрізнити важко.

### Звуки
Крики «керр» або «креек».

## Поширення та місця існування
Гніздовий ареал крячка білокрилого складається з двох великих ділянок, одна з яких простягається від Угорщини та східної Польщі до верхньої Обі, а інша охоплює північно-східний Китай та сусідні території Росії. На зимівлю відлітають в помірні південні широти та тропіки. В Україні поширений нерівномірно на всій території, крім гір та Закарпаття.
Для гніздування крячки білокрилі обираються мілководдя і заболочені береги заплавних і вододільних озер та ставків, низинні осокові та гліцерієві (манникові) болота і болотисті луки, дельти річок із заболоченими ділянками, плеса степових річок. Поза сезоном розмноження — морські узбережжя, лагуни, але частіше — долини річок і береги озер; може траплятись і далеко від водойм.

## Чисельність
Чисельність в Європі оцінена в 74—210 тис. пар, в Україні — 15—45 тис. пар. Чисельність піддається флуктуаціям.

## Гніздування

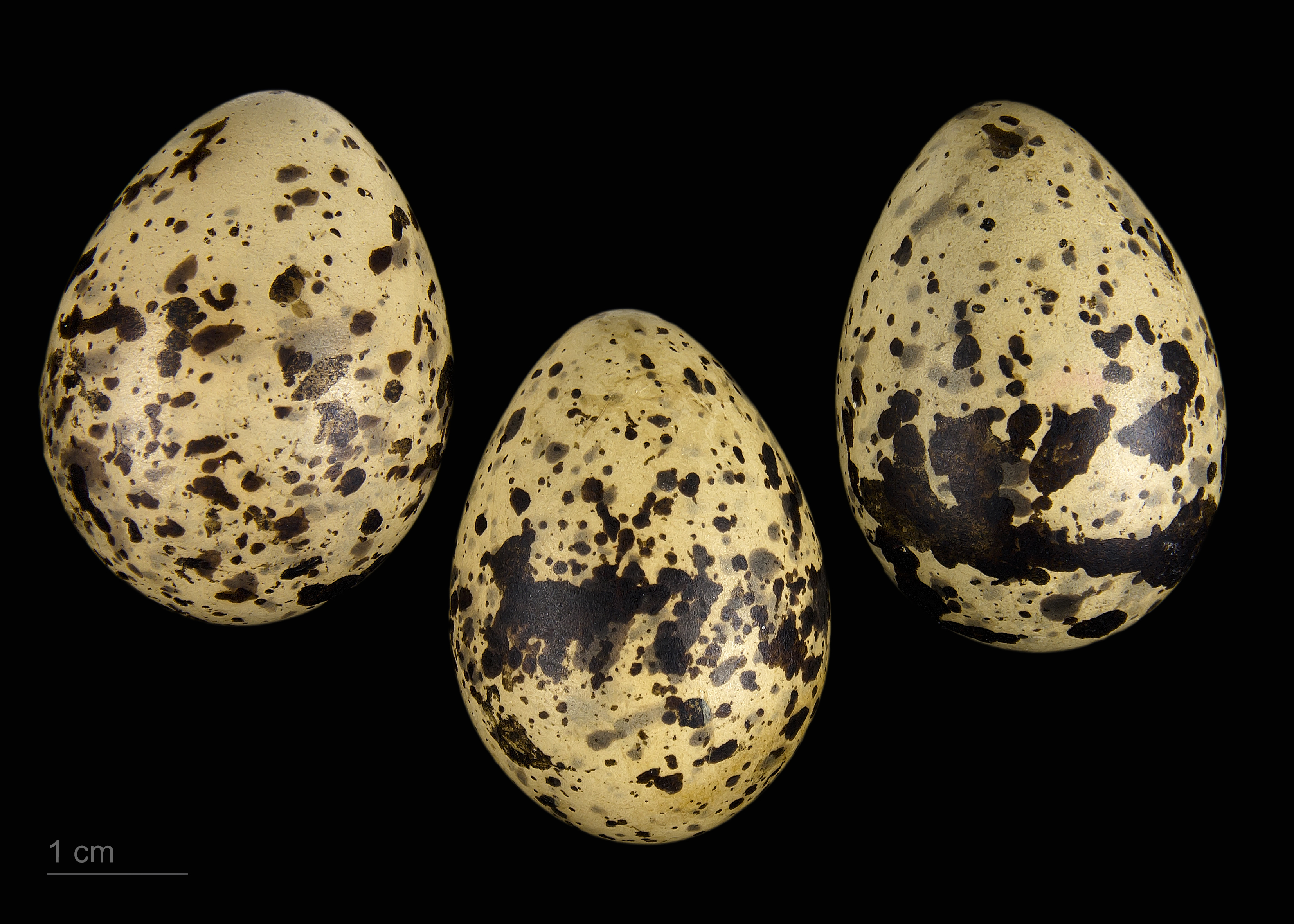
Яйця білокрилого крячка в оологічній колекції, Тулузький музей

Гніздиться колоніями, часто разом із чорними крячками. Колонії зазвичай нараховують від декількох до 40 пар. Відстань між гніздами в колонії сильно варіює. Гніздо будує на невеликих плаваючих острівцях з відмерлих або живих рослин, осокових купинах. Для будівництва гнізд використовує рослини, що зростають у безпосередній близькості (аїр, рогіз, осоки тощо). Розміри гнізд, а особливо висота, сильно варіюють залежно від місця розташування (на більш сухих ділянках гнізда менші). Розміри гнізд (см): висота гнізда 4,2—7,2 (у середньому 5,7); глибина лотка 1,3—1,7 (1,5); діаметр гнізда 17,1—18,7 (17,9); діаметр лотка 8,8—11,8 (10,3).
У повній кладці зазвичай 3 яйця (від 2 до 4). Шкаралупа матова. Основний фон її забарвлений у вохристий або буруватий колір. Він дещо світліший, ніж у чорного крячка, та вкритий дрібними глибокими сірими та поверхневими чорнуватими плямами та крапками. Розміри яєць: 33,87×24,78 мм.
Строки відкладання яєць варіюють та залежать від погодних умов весни, ступеня розвитку водної рослинності, від гідрологічного режиму водойм. Кладки з'являються протягом травня. Через загибель гнізд і кладок гніздовий період сильно розтягнутий. Протягом року один виводок. Насиджують обидва партнери, змінюючи один одного, протягом 14—17, зазвичай 15 діб. Після вильоту дорослі ще близько 10 днів піклуються про молодих птахів.

## Живлення
Білокрилі крячки живляться переважно комахами (бабки, жуки, комарі), яких вони здобувають з води, а також павуками, молюсками, іноді дрібною рибою або земноводними. Свою здобич білокрилі крячки звичайно підхоплюють на льоту з поверхневого шару води, зі стебел водяних рослин, іноді з трави або з колосків хлібів (в останньому випадку здобиччю крячків часто стають кузьки — Anisoplia). Полюючи над озером або над луками, крячки завжди летять проти вітру на висоті лише 0,5—2 м.

## Охорона
Крячок білокрилий перебуває під охороною Бернської та Боннської конвенцій, а також Угоди AEWA.